# Police Cantonment Complex
El Complejo de Cantonamiento de Policía (PCC) es un complejo gubernamental de gran altura ubicado en 391 New Bridge Road, Bukit Merah, Singapur. Se inauguró oficialmente en julio de 2001.

## Amenidades y arquitectura
El diseño del edificio integra los variados requisitos operativos de las principales oficinas para crear un entorno moderno, eficiente y fácil de usar. Cada bloque departamental tiene su propia identidad distinta y, sin embargo, si se los compara, proyectan una identidad uniforme.
La estructura semicircular en la esquina representa un ala de pájaro altísimo.
El muro cortina de aluminio y vidrio, el sistema inteligente de gestión de edificios, el sistema de transporte de documentos y el sistema de vacío central son algunas de las características únicas del complejo principal.
El complejo consta de cuatro bloques de edificio y consta de una torre de 25 pisos con bloques de podium de 6 a 9 pisos y un sótano de 4 plantas para aparcamientos, servicios y áreas operativas. El bloque A alberga a la División de Policía Central, junto con el Centro de Policía de Vecindario del Este de Bukit Merah. El bloque B alberga la Oficina Central de Narcóticos (CNB), mientras que el Departamento de Investigación Criminal (CID) está ubicado en el Bloque C y el Departamento de Asuntos Comerciales (CAD) en el Bloque D. Ubicado en el segundo piso del Bloque D, Convicción (CNCC), Oficina de Registros, División de Bienestar Policial y División de Licencias.
El complejo está vigilado con agentes de policía auxiliares armados de Aetos y las vías de acceso de vehículos tienen barreras de tanque para proteger el edificio.